# Cynorkis ochyrae
Cynorkis ochyrae là một loài thực vật có hoa trong họ Lan. Loài này được Szlach. & Olszewski mô tả khoa học đầu tiên năm 1998.